# Feel Your Love
Feel Your Love è un singolo della cantautrice canadese Alanis Morissette, pubblicato nel 1991 ed estratto dal suo primo album Alanis.

## Tracce
- CD

1. Feel Your Love (Bad Dawg Remix)
2. Feel Your Love (Album Version)
3. Feel Your Love (Big Bad Dawg Remix)
4. Feel Your Love (Muzzle Mix)